# Псалтирь рифмотворная
Псалти́рь рифмотво́рная («Псалти́рь царя́ Дави́да, худо́жеством рифмотво́рным равноме́рно слога́ и согласноконе́чно, по разли́чным стихо́м рода́м перело́женная») Симеона Полоцкого — стихотворное переложение «Псалтири царя и пророка Давида», созданное в период с 4 февраля по 28 марта 1678 года и опубликованное в Верхней типографии в 1680 году. Практически дословный стихотворный перевод традиционного славянского текста Псалтири. По свидетельству М. В. Ломоносова, Псалтирь Симеона Полоцкого была именно той книгой, благодаря которой он начал приобщаться к русскому стихосложению.

## Создание

### Предпосылки создания
Стихотворное переложение псалмов — общеевропейское явление XVI—XIX веков. В России оно связано с именем Симеона Полоцкого, который переложил «Псалтирь царя и пророка Давида» на русский язык в стихотворной форме.
Главная задача рифмотворного перевода Псалтири — «дать в руки читателя текст Псалтири понятный, приспособленный и для чтения, услаждающего слух, и для пения в домашней обстановке на тот или иной „глас“».
Перед самим текстом «Псалтири рифмотворной» находятся три предисловия автора. В одном из предисловий Симеон Полоцкий излагает причины, которые побудили его создать эту работу. Он указывает три причины:
1. Симеон Полоцкий отмечал, что древнееврейский оригинал Псалтири имел не прозаическую, а стихотворную форму, поэтому, по его мнению, и перевод должен быть выполнен в стихах;
2. Симеон Полоцкий знал о существовании стихотворных переложений на разных языках (греческом, латинском, польском), но для него было важно, чтобы «Псалтирь рифмотворная» существовала именно на русском;
3. Один из примеров стихотворных переложений, — стихотворный перевод польского писателя Яна Кохановского, имел широкую популярность в России. Его перевод стал примером, который вдохновил Симеона Полоцкого. Однако Симеон Полоцкий именно вдохновлялся текстом Яна Кохановского, а не переводил его[3].

### История создания
Как указывает Симеон Полоцкий в предисловии, идея о создании «Псалтири рифмотворной» пришла к нему во время написания «Вертограда многоцветного». Заканчивая поэтический сборник, он расставлял стихотворения в алфавитном порядке, и когда он дошёл до буквы пси, с которой начиналось слово «Псалтирь», Симеон Полоцкий захотел переложить стихами некоторые псалмы. В процессе он решил переложить всю Псалтирь целиком.
Сам Симеон отмечал, что создание стихотворного перевода направлялось стремлением как можно ближе держаться традиционного текста. Ещё одно стремление автора — создать такой текст, который будут не только читать, но и петь (позже стремление автора было реализовано, выдающийся русский композитор В. П. Титов создал музыку для «Псалтири Рифмотворной»).
Он начал работать над произведением 4 февраля 1678 года и закончил его 28 марта. А в 1680 году «Псалтирь» была издана отдельной книгой в Москве в Верхней типографии, которую организовал сам Симеон Полоцкий в Кремле. «Книга предназначалась не для церковно-богослужебного употребления, а, по словам автора, для „домашней потребы“ интеллигентного читателя — знатока и ценителя „рифмованной речи“».

## Содержание и поэтика «Псалтири рифмотворной»
«Псалтирь» — поэтическое переложение ветхозаветного текста «Псалтири царя и пророка Давида». Полоцкий поэтизировал исходный текст, используя не встречающиеся в источнике разнообразные тропы, одни из которых являются, собственно, авторскими новациями, а другие берут начало в стихотворной Псалтири Яна Кохановского.
Вместе с древнееврейскими текстами псалмов, представленных в стихотворном переводе, Симеон Полоцкий в первых изданиях публикует и ветхозаветные «песни» и «молитвы» (аналогично, в своей обработке), которые традиционно являлись дополнением Псалтири и Месяцеслова.
Помимо самого библейского текста псалмам предшествовали три предисловия, в которых Полоцкий объяснял причины создания своего стихотворного переложения библейских источников.

### Метрика
«Псалтирь рифмотворная» — одна из наиболее ярких представительниц русского силлабического стиха. Если до момента её создания в русской поэзии проводились только первые попытки освоения этого метра, то Симеон Полоцкий закрепил его в поэзии.
Полоцкий в принципе употребил в своей версии текста практически все существующие в его эпоху силлабические размеры; основные из них, чаще всего встречающиеся в «Псалтири», представляют собой:
- 8-сложник (с цезурой после 4-го слога);
- 11-сложник (цезура после 5-го слога);
- 13-сложник (цезура после 7-го слога).

Автор придерживается перенятой польской традиции (основной источник — «Псалтирь» Я. Кохановского) этого метра, не отходя от чётких правил силлабических размеров, количество слогов, расположение цезуры не нарушалось.
Однако, многообразие силлабических размеров, представленное в «Псалтири рифмотворной» Симеоном Полоцким, объясняется не только следованием отрефлексированной поэтом польской традиции, но и другой причиной — предназначенностью псалмов именно для пения, а не для простого чтения.
 Полезно то и в домех оны честно пети,
 Но без глас подложенных трудно то умети.
— пишет Полоцкий в предисловии к «Псалтири». Силлабический стих оказался наиболее удобным для распевания, а именно того, чтобы переложенные им псалмы распевались хотел поэт. Тяготение Симеона Полоцкого к песенной поэзии, с одной стороны, объясняется тем, что в песенном виде произведение может получить более широкое распространение; с другой — общей тенденцией того времени бороться со скоморохами — «главными носителями мирской песни». Для Симеона Полоцкого переложенные псалмы с заключённой в них духовностью были достойной заменой часто непотребным песням скоморохов.

### Художественные особенности переложения
Стремление к борьбе с недуховными скоморошьими песнями свидетельствует также и о другой установке Симеона Полоцкого — следовании идеалам Просвещения. Хотя он и пишет в предисловии, что его цель — это сделать Псалтирь на церковнославянском более доступной и понятной, не изменяя её идейного наполнения; это не мешает добавить к содержанию псалмов нечто новое — свои взгляды и свои собственные мысли. «…Общая идея поэтической деятельности Симеона Полоцкого — идея терпимости, идея примирения религиозных споров во имя общих принципов морали и просвещения», — это отразилось и на том, как поэт работал с оригинальными текстами псалмов. В них вместо сухого и безразличного к отдельному человеку пафоса появляется идея о значимости отдельного человека, его внутреннего мира, его несовершенности и согласия с этой несовершенностью. Выражаются эти идеи не открыто, как в переложениях, появившихся позднее у Ломоносова и Тредиаковского, а подспудно через добавление в тексты псалмов слов, которые в целом не изменяют посыл оригинальных произведений, но позволяют Симеону Полоцкому привнести нечто своё. Например, в 36-й псалом Симеон добавляет слово «сердце», которого нет в тексте Библии. Сердце отдельного человека, которое может заблуждаться. Человек начинает заявлять о своём «я» в этом мире, но ещё в рамках средневековой христианской культурной среды.
Однако, не только такими идейными добавлениями характеризуется поэтическое переложение Псалтири Симеоном Полоцким. С. А. Демченко отмечает особые «косметические доработки» , которыми поэт украсил оригинальный текст Псалтири. Они связаны прежде всего с движением от символа к образу. Если оригинальные псалмы строятся по большей части так:
1. Аскетический образ.
2. Его христианское аллегорическое толкование.

— в переложениях образ становится более конкретным, более живым и не таким «аскетическим». Он обрастает все новыми подробностями по сравнению с оригинальным текстом. Например, в 46-м псалме поэт превращает простое сравнение жажды, испытываемой «еленем», с жаждой воссоединиться с Богом в совершенно иную, полную драматизма и живого действия картину. «Елень» теперь преследуется «ловцами», он пьёт воду, думая об опасности и боясь погони.

## Изучение

### Период изучения до XX века
В XIX веке о «Псалтири рифмотворной» мало писали, как о самостоятельном произведении. Большинство исследований посвящено источникам, на которые мог опираться Симеон Полоцкий. Главным из них учёные считали стихотворное переложение псалмов польского поэта Яна Кохановского. Ф. И. Буслаев в «Исторической хрестоматии церковнославянского и древнерусского языка» 1861 года рассматривал Псалтирь Полоцкого как перевод произведения Кохановского. Исследователь считает, что создание псалмов в стихах на русском языке было вызвано «современной потребностью», так как польская Псалтирь была достаточно широко распространена в Москве. Помимо этого, Буслаев указывал ещё один источник Полоцкого — его «Вертоград многоцветный» и утверждал, что способ работы над этим сборником — «приискивание слов по алфавиту» и сочинение на каждое по стихотворению — вдохновил его автора на переложение Псалтири. При этом Буслаев не подкреплял свою позицию сопоставительным анализом и впоследствии оставляет эту тему без внимания.
В 1875 году в журнале «Древняя и Новая Россия» была напечатана статья Л. Н. Майкова «Симеон Полоцкий». Исследователь разделял мнение о том, что Полоцкий ориентировался именно на Яна Кохановского. Кроме произведения польского поэта Майков считал возможным источником «Псалтири рифмотворной» латинский метрический перевод псалмов, сделанный шотландским гуманистом Георгом Бухананом. Так же, как и в предыдущих трудах, эти версии не были доказаны серьёзным филологическим анализом.
В монографии И. А. Татарского «Симеон Полоцкий: (Его жизнь и деятельность) …» (1886) «Рифмотворная Псалтирь» изучается в историко-культурном контексте. С помощью неё Татарский объяснял взаимодействие Симеона Полоцкого с властью и церковью. Так, например, исследователь обращал внимание на предисловие к «Псалтири», показывая, как в тексте отражается отношение автора к своим «противникам», которые принадлежали в большей степени к раскольникам и сторонникам греческого образования. Симеон Полоцкий призывал читателя:

Не слушай буихъ и не наказанныхъ.

Во тмѣ невѣжества злобою связанныхъ,

Имъ же обычай все то обхуждати,

Его же Господь не даде имъ знати.

Не буди общникъ расколы творящимъ,

Всю мудрость въ себѣ заключенну мнящимъ:

А самомъ дѣлѣ пребезумнымъ сущимъ,

Упоромъ своимъ въ погибель текущимъ.

Ни завидящимъ подражатель буди,

Имъ же чуждіи сердце гризутъ труди…

Татарский уточнял, что «завидящими» Симеон называет распространителей греческой модели образования. Её укреплению в Москве содействовал патриарх Иоаким. Далее исследователь сосредотачивался на отношениях между патриархом и Симеоном Полоцким, описывая долгое противостояние между ними, вызванное разным образованием (Полоцкий, в отличие от патриарха Иоакима, учился по латино-польской модели) и, соответственно, разными взглядами на те или иные вопросы.
Помимо этого, Татарский использовал текст Псалтири для изучения конфликта Симеона Полоцкого с иноком Евфимием Чудовским, тоже сторонником греческого направления, который обвинил автора «Псалтири рифмотворной» в распространении латино-польских тенденций, то есть в «прямом подражании стихотворного перевода Псалтири польского поэта Яна Кохановскаго». Исследователь соглашался с мнением инока и приводил фрагмент из «Псалтири рифмотворной», где автор защищал себя от подобных обвинителей, сравнивая их с Зоилой, «хулителем песнопений Гомера». Однако Татарский тоже не проводил аналитической работы и оставлял свои выводы без существенных доказательств.

### Поздний период
Долгое время в литературе было принято мнение И. А. Татарского. Впервые серьёзный филологический анализ Псалтири Полоцкого был проведён в конце XIX столетия, Н. Э. Глокке в 1896 сравнил два источника в статье «„Рифмотворная Псалтырь“ Симеона Полоцкого и её отношение к польской Псалтыри Яна Кохановского».
Как удалось выяснить, большинство псалмов Полоцкого написаны тем же размером, что и у Кохановского, заимствованы многие обороты речи. Сходство метрики и наличие полонизмов позволило сделать вывод о подражательности Симеоновской Псалтыри польской: «Приведённые нами параллели точно устанавливают факт подражания Симеона Полоцкого Яну Кохановскому».
Позднее позиция Глокке и Татарского подвергалась критике. С. И. Николаев. Он утверждал, что «зависимость Симеона от Кохановского была сильно преувеличена как современниками, так и поверившими им на слово исследователями». По мнению учёного, сходство прослеживается только в метрическом и строфическом построениях, а влияние на уровне стилистики и интерпретации практически отсутствует. Николаев проанализировал стилистические и грамматические различия между церковнославянским и польским на примере «Песни» Полоцкого из сборника «Вертоград многоцветный», завершённого поэтом в 1678, и пришёл к выводу о том, что Симеон намеренно жертвовал стилем Кохановского в угоду содержанию, которое не должно было отступать от первоисточника.
Вопросом, вытекающим из предыдущего, стало изучение метрики Псалтири Полоцкого. Учёных главным образом привлекало разнообразие стихотворных размеров силлабического стиха.
М. Л. Гаспаров в статье «Русский силлабический тринадцатисложник» исследовал заимствование польского стихотворного размера в русский язык. Он проанализировал силлабические тринадцатисложники из Псалтири Яна Кохановского и сделал вывод о том, что русский тринадцатисложник заимствовал только число слогов, место цезуры и константное ударение на предпоследнем слоге.
Опираясь на наблюдения Гаспарова, Л. Н. Сидорович сравнила Псалтири Кохановского и Полоцкого и пришла к заключению о том, что из восемнадцати псалмов Кохановского, написанных тринадцатисложником, по размеру с Полоцким совпадают лишь девять. Следовательно, Псалтирь Кохановского — образец для Полоцкого, а не предмет подражания.
Последние исследования убедительно доказывают самостоятельность произведения Полоцкого и позволяют говорить о нём как о памятнике древнерусской литературы.

## Влияние
Ещё из свидетельств современников М. В. Ломоносова известно, что он был хорошо знаком с текстом «Псалтири рифмотворной» и изучал её для собственной стихотворной Псалтири. Н. И. Новиков вспоминал: «…Читав оную многократно, так пристрастился к стихам, что получил желание обучаться стихотворству». В. К. Тредиаковский тоже отталкивался от силлабической строки Полоцкого в поисках новой, более современной метрики, о чём писал сам поэт в «Предисловии» к своему переложению псалмов (1753). И. З. Серман указывал, что при определении целей и принципов в своём переложении Псалтири Тредиаковский исходит из соответствующих мест предисловия «Псалтири рифмотворной», обращается к читателю, называя причины, побудившие его переложить церковный текст стихами. Помимо этого, поэт продолжает стилистику своего предшественника, что особенно заметно в 36-м псалме. Ломоносов, ориентируясь на Полоцкого, подбирает лексикон, например, заменяет слово «нечестивых» «злыми». Кроме того, две его последние строки ближе по смыслу к «Псалтири рифмотворной», чем к Библии .
Эти выводы позволяют заключить, что «Псалтирь рифмотворная» активно изучалась среди поэтов XVIII, и оценить влияние Симеона Полоцкого на развитие всей русской литературы.